# Tony Morrell
Anthony "Tony" Morrell (* 3. Mai 1962 in Hartlepool) ist ein ehemaliger britischer Leichtathlet, der sich auf den Mittelstreckenlauf spezialisiert hat. Seinen größten Erfolg feierte er mit dem Gewinn der Bronzemedaille über 1500 Meter bei den Halleneuropameisterschaften 1990 in Glasgow. 

## Sportliche Laufbahn
Erste internationale Erfahrungen sammelte Tony Morrell vermutlich im Jahr 1987, als er bei den Halleneuropameisterschaften in Liévin in 1:58,31 min den sechsten Platz im 800-Meter-Lauf belegte. Kurz darauf schied er bei den Hallenweltmeisterschaften in Indianapolis mit 1:50,39 min im Vorlauf aus und im August schied er bei den Freiluft-Weltmeisterschaften in Rom mit 1:46,25 min im Viertelfinale aus. Im Jahr darauf gelangte er bei den Halleneuropameisterschaften in Budapest mit 1:49,89 min auf Rang vier und 1990 belegte er bei den Commonwealth Games in Auckland in 3:35,87 min den fünften Platz im 1500-Meter-Lauf. Kurz darauf gewann er bei den Halleneuropameisterschaften in Glasgow in 3:44,83 min die Bronzemedaille hinter dem Ostdeutschen Jens-Peter Herold und Fermín Cacho aus Spanien. 1996 beendete er dann seine aktive sportliche Karriere im Alter von 34 Jahren.

## Persönliche Bestzeiten
- 800 Meter: 1:44,59 min, 2. Juli 1988 in Oslo
  - 800 Meter (Halle): 1:45,72 min, 17. Februar 1988 in Gent
- 1000 Meter: 2:16,99 min, 28. August 1988 in London
- 1500 Meter: 3:35,60 min, 23. August 1989 in Koblenz
  - 1500 Meter (Halle): 3:38,70 min, 20. Februar 1990 in Donostia / San Sebastián
- Meile: 3:51,31 min, 14. Juli 1990 in Oslo